# Real Madrid in het seizoen 2016/17
Dit artikel geeft een overzicht van Real Madrid in het seizoen 2016/17, waarin de club vier trofeeën won (landstitel, Champions League, Europese supercup en het WK voor clubs).

## Spelerskern
| Nr.           | Naam              | Nationaliteit | Geboortedatum | Vorige club                     |
| ------------- | ----------------- | ------------- | ------------- | ------------------------------- |
| Keepers       |                   |               |               |                                 |
| 1             | Keylor Navas      | Costa Rica    | 15-12-1986    | Levante (2011–2014)             |
| 13            | Kiko Casilla      | Spanje        | 02-10-1986    | Espanyol (2011–2015)            |
| 25            | Rubén Yáñez       | Spanje        | 12-10-1993    |                                 |
| Verdedigers   |                   |               |               |                                 |
| 2             | Daniel Carvajal   | Spanje        | 11-01-1992    | Bayer Leverkusen (2012–2013)    |
| 3             | Pepe              | Portugal      | 26-02-1983    | FC Porto (2004–2007)            |
| 4             | Sergio Ramos      | Spanje        | 30-03-1986    | Sevilla FC (2004–2005)          |
| 5             | Raphaël Varane    | Frankrijk     | 25-04-1993    | RC Lens (2010–2011)             |
| 6             | Nacho             | Spanje        | 18-01-1990    |                                 |
| 12            | Marcelo           | Brazilië      | 12-05-1988    | Fluminense (2005–2006)          |
| 15            | Fábio Coentrão    | Portugal      | 11-03-1988    | AS Monaco (2015–2016)           |
| 23            | Danilo            | Brazilië      | 15-07-1991    | FC Porto (2011–2015)            |
| 27            | Álvaro Tejero     | Spanje        | 20-07-1996    |                                 |
| 32            | Philipp Lienhart  | Oostenrijk    | 11-07-1996    |                                 |
| Middenvelders |                   |               |               |                                 |
| 8             | Toni Kroos        | Duitsland     | 04-01-1990    | Bayern München (2010–2014)      |
| 10            | James Rodríguez   | Colombia      | 12-07-1991    | AS Monaco (2013–2014)           |
| 14            | Casemiro          | Brazilië      | 23-02-1992    | FC Porto (2014–2015)            |
| 16            | Mateo Kovačić     | Kroatië       | 06-05-1994    | Internazionale (2013–2015)      |
| 17            | Lucas Vázquez     | Spanje        | 01-07-1991    | Espanyol (2014–2015)            |
| 19            | Luka Modrić       | Kroatië       | 09-09-1985    | Tottenham Hotspur (2008–2012)   |
| 20            | Marco Asensio     | Spanje        | 21-01-1996    | Espanyol (2015–2016)            |
| 22            | Isco              | Spanje        | 21-04-1992    | Málaga CF (2011–2013)           |
| 24            | Lucas Silva       | Brazilië      | 16-02-1993    | Olympique Marseille (2015–2016) |
| 29            | Enzo Fernández    | Frankrijk     | 24-03-1995    |                                 |
| 37            | Javier Muñoz      | Spanje        | 18-02-1995    |                                 |
| Aanvallers    |                   |               |               |                                 |
| 7             | Cristiano Ronaldo | Portugal      | 05-02-1985    | Manchester United (2003–2009)   |
| 9             | Karim Benzema     | Frankrijk     | 19-12-1987    | Olympique Lyon (2004–2009)      |
| 11            | Gareth Bale       | Wales         | 16-07-1989    | Tottenham Hotspur (2007–2013)   |
| 21            | Álvaro Morata     | Spanje        | 23-10-1992    | Juventus (2014–2016)            |
| 18            | Mariano Díaz      | Dom. Rep.     | 01-08-1993    | Badalona (2011)                 |

- = Aanvoerder

### Technische staf
|                 |                        |               |
| Functie         | Naam                   | Nationaliteit |
| Coach           | Zinédine Zidane (foto) | Frankrijk     |
| Assistent-coach | David Bettoni          | Frankrijk     |
| Assistent-coach | Hamidou Msaidie        | Frankrijk     |
| Keeperstrainer  | Luis Llopis            | Spanje        |

## Resultaten
Een overzicht van de competities waaraan Real Madrid in het seizoen 2016-2017 deelnam.
| Primera División | Copa del Rey | Champions League | UEFA Super Cup | WK voor clubs |
| ---------------- | ------------ | ---------------- | -------------- | ------------- |
|                  |              |                  |                |               |
| Kampioen         | Kwartfinale  | Winnaar          | Winnaar        | Winnaar       |

## Uitrustingen
Shirtsponsor(s): Fly Emirates

Sportmerk: adidas
| Thuis | Uit | Alternatief | Doelman | Doelman |

## Transfers

### Zomer
| Naam              | Nationaliteit     | Van / Naar          | Bedrag / Type  |
| ----------------- | ----------------- | ------------------- | -------------- |
| Inkomend          |                   |                     |                |
| Álvaro Morata     | Spanje            | Juventus            | € 30.000.000   |
| Fábio Coentrão    | Portugal          | AS Monaco           | Einde huur     |
| Marco Asensio     | Spanje            | Espanyol            | Einde huur     |
| Jesús Vallejo     | Spanje            | Real Zaragoza       | Einde huur     |
| Lucas Silva       | Brazilië          | Olympique Marseille | Einde huur     |
| Álvaro Medrán     | Spanje            | Getafe              | Einde huur     |
| Omar Mascarell    | Spanje            | Sporting Gijón      | Einde huur     |
| Diego Llorente    | Spanje            | Rayo Vallecano      | Einde huur     |
| Denis Tsjerysjev  | Rusland           | Valencia            | Einde huur     |
| Burgui            | Spanje            | Espanyol            | Einde huur     |
| TOTAAL UITGAVEN:  | TOTAAL UITGAVEN:  | TOTAAL UITGAVEN:    | € 30.000.000   |
| Uitgaand          |                   |                     |                |
| Álvaro Arbeloa    | Spanje            | West Ham United     | Einde contract |
| Jesé              | Spanje            | Paris Saint-Germain | € 25.000.000   |
| Denis Tsjerysjev  | Rusland           | Villarreal          | € 7.000.000    |
| Omar Mascarell    | Spanje            | Eintracht Frankfurt | € 1.000.000    |
| Álvaro Medrán     | Spanje            | Valencia            | € 1.500.000    |
| Marcos Llorente   | Spanje            | Deportivo Alavés    | Huur           |
| Burgui            | Spanje            | Sporting Gijón      | Huur           |
| Diego Llorente    | Spanje            | Málaga              | Huur           |
| Borja Mayoral     | Spanje            | VfL Wolfsburg       | Huur           |
| Jesús Vallejo     | Spanje            | Eintracht Frankfurt | Huur           |
| TOTAAL INKOMSTEN: | TOTAAL INKOMSTEN: | TOTAAL INKOMSTEN:   | € 34.500.000   |

### Winter
| Naam              | Nationaliteit     | Van / Naar        | Bedrag / Type |
| ----------------- | ----------------- | ----------------- | ------------- |
| Uitgaand          |                   |                   |               |
| Martin Ødegaard   | Noorwegen         | Heerenveen        | Huur          |
| TOTAAL INKOMSTEN: | TOTAAL INKOMSTEN: | TOTAAL INKOMSTEN: | € 0           |

## UEFA Super Cup
| Wedstrijddetails                                 | Thuisploeg                            | Uitslag             | Uitploeg                    | Opstelling | Kaarten                                |
| ------------------------------------------------ | ------------------------------------- | ------------------- | --------------------------- | --- | -------------------------------------- |
| UEFA Super Cup                                   |                                       |                     |                             | |                                        |
| 9 augustus 2016 20:45 Lerkendalstadion Trondheim | Real Madrid                           | 3-2                 | Sevilla                     | Casilla Carvajal, Varane, Ramos, Marcelo Isco (66' Modrić), Casemiro, Kovačić (72' Rodríguez) Vázquez, Morata (62' Benzema), Asensio | 84' Carvajal 86' Asensio 93' Rodríguez |
| 9 augustus 2016 20:45 Lerkendalstadion Trondheim | 21' Asensio 90+3' Ramos 119' Carvajal | 1-0 1-1 1-2 2-2 3-2 | 41' Vázquez 72' Konopljanka | Casilla Carvajal, Varane, Ramos, Marcelo Isco (66' Modrić), Casemiro, Kovačić (72' Rodríguez) Vázquez, Morata (62' Benzema), Asensio | 84' Carvajal 86' Asensio 93' Rodríguez |

## Primera División

### Wedstrijden
| Wedstrijddetails                                                      | Thuisploeg                                             | Uitslag                         | Uitploeg                                                                | Opstelling | Kaarten                                         |
| --------------------------------------------------------------------- | ------------------------------------------------------ | ------------------------------- | ----------------------------------------------------------------------- | --- | ----------------------------------------------- |
| Heenronde                                                             |                                                        |                                 |                                                                         | |                                                 |
| 21 augustus 2016 20:15 Estadio Anoeta San Sebastián                   | Real Sociedad                                          | 0-3                             | Real Madrid                                                             | Casilla Carvajal, Varane, Ramos, Marcelo Kovačić, Casemiro, Kroos (73' Isco) Bale, Morata (77' Rodríguez), Asensio (66' Vázquez)     | 50' Casemiro 54' Morata 87' Ramos               |
| 21 augustus 2016 20:15 Estadio Anoeta San Sebastián                   |                                                        | 0-1 0-2 0-3                     | 2' Bale 40' Asensio 90+4' Bale                                          | Casilla Carvajal, Varane, Ramos, Marcelo Kovačić, Casemiro, Kroos (73' Isco) Bale, Morata (77' Rodríguez), Asensio (66' Vázquez)     | 50' Casemiro 54' Morata 87' Ramos               |
| 27 augustus 2016 20:15 Estadio Santiago Bernabéu Madrid               | Real Madrid                                            | 2-1                             | Celta de Vigo                                                           | Casilla Carvajal, Varane, Ramos, Marcelo Modrić (69' Rodríguez), Casemiro, Kroos Bale, Morata (77' Díaz), Asensio (65' Vázquez)      |                                                 |
| 27 augustus 2016 20:15 Estadio Santiago Bernabéu Madrid               | 60' Morata 81' Kroos                                   | 1-0 1-1 2-1                     | 67' Orellana                                                            | Casilla Carvajal, Varane, Ramos, Marcelo Modrić (69' Rodríguez), Casemiro, Kroos Bale, Morata (77' Díaz), Asensio (65' Vázquez)      |                                                 |
| 10 september 2016 16:00 Estadio Santiago Bernabéu Madrid              | Real Madrid                                            | 5-2                             | Osasuna                                                                 | Casilla Danilo, Pepe, Ramos, Nacho Modrić (63' Asensio), Kroos, Kovačić Bale (74' Vázquez), Morata, Ronaldo (66' Benzema)            | 69' Danilo 72' Ramos                            |
| 10 september 2016 16:00 Estadio Santiago Bernabéu Madrid              | 6' Ronaldo 40' Danilo 45+1' Ramos 56' Pepe 62' Modrić  | 1-0 2-0 3-0 4-0 5-0 5-1 5-2     | 64' Riera 78' David García                                              | Casilla Danilo, Pepe, Ramos, Nacho Modrić (63' Asensio), Kroos, Kovačić Bale (74' Vázquez), Morata, Ronaldo (66' Benzema)            | 69' Danilo 72' Ramos                            |
| 18 september 2016 20:45 Estadi Cornellà-El Prat Cornellà de Llobregat | Espanyol                                               | 0-2                             | Real Madrid                                                             | Casilla Carvajal, Pepe, Ramos, Marcelo Modrić, Casemiro (19' Kroos), Rodríguez (62' Isco) Vázquez, Benzema (72' Morata), Asensio     | 3' Ramos 84' Carvajal                           |
| 18 september 2016 20:45 Estadi Cornellà-El Prat Cornellà de Llobregat |                                                        | 0-1 0-2                         | 45+2' Rodríguez 71' Benzema                                             | Casilla Carvajal, Pepe, Ramos, Marcelo Modrić, Casemiro (19' Kroos), Rodríguez (62' Isco) Vázquez, Benzema (72' Morata), Asensio     | 3' Ramos 84' Carvajal                           |
| 21 september 2016 20:00 Estadio Santiago Bernabéu Madrid              | Real Madrid                                            | 1-1                             | Villarreal                                                              | Casilla Danilo, Varane, Ramos, Marcelo (45' Carvajal) Rodríguez, Kroos, Kovačić Bale (72' Vázquez), Benzema (77' Morata), Ronaldo    | 45' Ramos 69' Ronaldo 75' Kroos 90+4' Carvajal  |
| 21 september 2016 20:00 Estadio Santiago Bernabéu Madrid              | 48' Ramos                                              | 0-1 1-1                         | 45+1' Bruno (pen.)                                                      | Casilla Danilo, Varane, Ramos, Marcelo (45' Carvajal) Rodríguez, Kroos, Kovačić Bale (72' Vázquez), Benzema (77' Morata), Ronaldo    | 45' Ramos 69' Ronaldo 75' Kroos 90+4' Carvajal  |
| 24 september 2016 20:45 Estadio de Gran Canaria Las Palmas            | Las Palmas                                             | 2-2                             | Real Madrid                                                             | Casilla Carvajal, Varane, Ramos, Nacho Modrić, Kroos, Asensio (64' Benzema) Bale, Morata (80' Isco), Ronaldo (72' Vázquez)           | 58' Kroos 77' Carvajal                          |
| 24 september 2016 20:45 Estadio de Gran Canaria Las Palmas            | 38' Tana 85' Araújo                                    | 0-1 1-1 1-2 2-2                 | 33' Asensio 67' Benzema                                                 | Casilla Carvajal, Varane, Ramos, Nacho Modrić, Kroos, Asensio (64' Benzema) Bale, Morata (80' Isco), Ronaldo (72' Vázquez)           | 58' Kroos 77' Carvajal                          |
| 2 oktober 2016 16:15 Estadio Santiago Bernabéu Madrid                 | Real Madrid                                            | 1-1                             | Eibar                                                                   | Navas Carvajal, Pepe, Varane (46' Nacho), Danilo Isco (72' Asensio), Kroos, Kovačić Bale, Benzema (46' Morata), Ronaldo              | 44' Bale 44' Carvajal 56' Morata 73' Kroos      |
| 2 oktober 2016 16:15 Estadio Santiago Bernabéu Madrid                 | 17' Bale                                               | 0-1 1-1                         | 6' Rico                                                                 | Navas Carvajal, Pepe, Varane (46' Nacho), Danilo Isco (72' Asensio), Kroos, Kovačić Bale, Benzema (46' Morata), Ronaldo              | 44' Bale 44' Carvajal 56' Morata 73' Kroos      |
| 15 oktober 2016 20:45 Estadio Benito Villamarín Sevilla               | Real Betis                                             | 1-6                             | Real Madrid                                                             | Navas Carvajal, Pepe, Varane, Marcelo Isco, Kroos, Kovačić (65' Vázquez) Bale (79' Asensio), Benzema (75' Morata), Ronaldo           | 43' Isco                                        |
| 15 oktober 2016 20:45 Estadio Benito Villamarín Sevilla               | 55' Cejudo                                             | 0-1 0-2 0-3 0-4 1-4 1-5 1-6     | 4' Varane 31' Benzema 39' Marcelo 45' Isco 62' Isco 78' Ronaldo         | Navas Carvajal, Pepe, Varane, Marcelo Isco, Kroos, Kovačić (65' Vázquez) Bale (79' Asensio), Benzema (75' Morata), Ronaldo           | 43' Isco                                        |
| 23 oktober 2016 20:45 Estadio Santiago Bernabéu Madrid                | Real Madrid                                            | 2-1                             | Athletic Bilbao                                                         | Navas Carvajal, Pepe, Varane, Marcelo Isco (65' Vázquez), Kroos, Kovačić Bale, Benzema (75' Morata), Ronaldo                         | 87' Morata 90+4' Carvajal                       |
| 23 oktober 2016 20:45 Estadio Santiago Bernabéu Madrid                | 7' Benzema 83' Morata                                  | 1-0 1-1 2-1                     | 27' Sabin                                                               | Navas Carvajal, Pepe, Varane, Marcelo Isco (65' Vázquez), Kroos, Kovačić Bale, Benzema (75' Morata), Ronaldo                         | 87' Morata 90+4' Carvajal                       |
| 29 oktober 2016 16:15 Estadio Mendizorrotza Vitoria-Gasteiz           | Deportivo Alavés                                       | 1-4                             | Real Madrid                                                             | Navas Danilo, Pepe (24' Nacho), Varane, Marcelo Kovačić, Kroos, Isco Bale (87' Vázquez), Benzema (67' Morata), Ronaldo               | 60' Bale                                        |
| 29 oktober 2016 16:15 Estadio Mendizorrotza Vitoria-Gasteiz           | 7' Deyverson                                           | 1-0 1-1 1-2 1-3 1-4             | 17' Ronaldo (pen.) 33' Ronaldo 84' Morata 88' Ronaldo                   | Navas Danilo, Pepe (24' Nacho), Varane, Marcelo Kovačić, Kroos, Isco Bale (87' Vázquez), Benzema (67' Morata), Ronaldo               | 60' Bale                                        |
| 6 november 2016 12:00 Estadio Santiago Bernabéu Madrid                | Real Madrid                                            | 3-0                             | Leganés                                                                 | Navas Carvajal, Varane, Nacho, Marcelo Kovačić (62' Modrić), Kroos, Isco (68' Rodríguez) Bale, Morata (82' Vázquez), Ronaldo         | 17' Ronaldo 40' Kroos 41' Nacho                 |
| 6 november 2016 12:00 Estadio Santiago Bernabéu Madrid                | 38' Bale 45+1' Bale 76' Morata                         | 1-0 2-0 3-0                     |                                                                         | Navas Carvajal, Varane, Nacho, Marcelo Kovačić (62' Modrić), Kroos, Isco (68' Rodríguez) Bale, Morata (82' Vázquez), Ronaldo         | 17' Ronaldo 40' Kroos 41' Nacho                 |
| 19 november 2016 20:45 Estadio Vicente Calderón Madrid                | Atlético Madrid                                        | 0-3                             | Real Madrid                                                             | Navas Carvajal, Varane, Nacho, Marcelo Modrić, Kovačić, Isco (79' Benzema) Vázque (86' Asensio), Ronaldo (83' Rodríguez), Bale       | 63' Ronaldo 78' Vázquez                         |
| 19 november 2016 20:45 Estadio Vicente Calderón Madrid                |                                                        | 0-1 0-2 0-3                     | 23' Ronaldo 71' Ronaldo (pen.) 77' Ronaldo                              | Navas Carvajal, Varane, Nacho, Marcelo Modrić, Kovačić, Isco (79' Benzema) Vázque (86' Asensio), Ronaldo (83' Rodríguez), Bale       | 63' Ronaldo 78' Vázquez                         |
| 26 november 2016 16:15 Estadio Santiago Bernabéu Madrid               | Real Madrid                                            | 2-1                             | Sporting Gijón                                                          | Navas Danilo, Pepe, Ramos (72' Marcelo), Nacho Modrić, Kovačić (81' Isco), Rodríguez (72' Asensio) Vázquez, Benzema, Ronaldo         | 77' Nacho                                       |
| 26 november 2016 16:15 Estadio Santiago Bernabéu Madrid               | 5' Ronaldo (pen.) 18' Ronaldo                          | 1-0 2-0 2-1                     | 35' Carmona                                                             | Navas Danilo, Pepe, Ramos (72' Marcelo), Nacho Modrić, Kovačić (81' Isco), Rodríguez (72' Asensio) Vázquez, Benzema, Ronaldo         | 77' Nacho                                       |
| 3 december 2016 16:15 Camp Nou Barcelona                              | FC Barcelona                                           | 1-1                             | Real Madrid                                                             | Navas Carvajal, Varane, Ramos, Marcelo Modrić, Kovačić (86' Díaz), Isco (66' Casemiro) Vázquez, Benzema (77' Asensio), Ronaldo       | 13' Isco 80' Carvajal                           |
| 3 december 2016 16:15 Camp Nou Barcelona                              | 53' L. Suárez                                          | 1-0 1-1                         | 90' Ramos                                                               | Navas Carvajal, Varane, Ramos, Marcelo Modrić, Kovačić (86' Díaz), Isco (66' Casemiro) Vázquez, Benzema (77' Asensio), Ronaldo       | 13' Isco 80' Carvajal                           |
| 10 december 2016 20:45 Estadio Santiago Bernabéu Madrid               | Real Madrid                                            | 3-2                             | Deportivo La Coruña                                                     | Navas Danilo (81' Marcelo), Pepe, Ramos, Nacho Casemiro, Kroos, Isco (72' Díaz) Asensio (66' Vázquez), Morata, Rodríguez             | 70' Morata 88' Navas 88' Ramos                  |
| 10 december 2016 20:45 Estadio Santiago Bernabéu Madrid               | 50' Morata 84' Díaz 90+2' Ramos                        | 1-0 1-1 1-2 2-2 3-2             | 63' Joselu 65' Joselu                                                   | Navas Danilo (81' Marcelo), Pepe, Ramos, Nacho Casemiro, Kroos, Isco (72' Díaz) Asensio (66' Vázquez), Morata, Rodríguez             | 70' Morata 88' Navas 88' Ramos                  |
| 7 januari 2017 13:00 Estadio Santiago Bernabéu Madrid                 | Real Madrid                                            | 5-0                             | Granada                                                                 | Navas Carvajal, Varane, Nacho, Marcelo (68' Coentrão) Modrić, Casemiro, Kroos (46' Rodríguez) Isco (51' Asensio), Benzema, Ronaldo   | 71' Casemiro                                    |
| 7 januari 2017 13:00 Estadio Santiago Bernabéu Madrid                 | 12' Isco 20' Benzema 27' Ronaldo 31' Isco 58' Casemiro | 1-0 2-0 3-0 4-0 5-0             |                                                                         | Navas Carvajal, Varane, Nacho, Marcelo (68' Coentrão) Modrić, Casemiro, Kroos (46' Rodríguez) Isco (51' Asensio), Benzema, Ronaldo   | 71' Casemiro                                    |
| 15 januari 2017 20:45 Estadio Ramón Sánchez Pizjuán Sevilla           | Sevilla FC                                             | 2-1                             | Real Madrid                                                             | Navas Varane, Ramos, Nacho Carvajal, Modrić, Casemiro, Kroos (75' Kovačić), Marcelo Benzema, Ronaldo                                 | 84' Marcelo                                     |
| 15 januari 2017 20:45 Estadio Ramón Sánchez Pizjuán Sevilla           | 85' Ramos (own) 90+2' Jovetić                          | 0-1 1-1 2-1                     | 67' Ronaldo (pen.)                                                      | Navas Varane, Ramos, Nacho Carvajal, Modrić, Casemiro, Kroos (75' Kovačić), Marcelo Benzema, Ronaldo                                 | 84' Marcelo                                     |
| 21 januari 2017 16:15 Estadio Santiago Bernabéu Madrid                | Real Madrid                                            | 2-1                             | Málaga                                                                  | Navas Nacho, Varane, Ramos, Marcelo (25' Isco) Modrić (78' Kovačić), Casemiro, Kroos Vázquez, Benzema (82' Morata), Ronaldo          | 37' Casemiro 85' Vázquez                        |
| 21 januari 2017 16:15 Estadio Santiago Bernabéu Madrid                | 35' Ramos 43' Ramos                                    | 1-0 2-0 2-1                     | 63' Añor                                                                | Navas Nacho, Varane, Ramos, Marcelo (25' Isco) Modrić (78' Kovačić), Casemiro, Kroos Vázquez, Benzema (82' Morata), Ronaldo          | 37' Casemiro 85' Vázquez                        |
| Terugronde                                                            |                                                        |                                 |                                                                         | |                                                 |
| 29 januari 2017 20:45 Estadio Santiago Bernabéu Madrid                | Real Madrid                                            | 3-0                             | Real Sociedad                                                           | Navas Danilo, Varane, Ramos, Nacho Kovačić (77' Isco), Casemiro, Kroos Vázquez (84' Asensio), Benzema (66' Morata), Ronaldo          | 39' Kroos 77' Vázquez                           |
| 29 januari 2017 20:45 Estadio Santiago Bernabéu Madrid                | 38' Kovačić 51' Ronaldo 82' Morata                     | 1-0 2-0 3-0                     |                                                                         | Navas Danilo, Varane, Ramos, Nacho Kovačić (77' Isco), Casemiro, Kroos Vázquez (84' Asensio), Benzema (66' Morata), Ronaldo          | 39' Kroos 77' Vázquez                           |
| 11 februari 2017 20:45 Estadio El Sadar Pamplona                      | Osasuna                                                | 1-3                             | Real Madrid                                                             | Navas Varane, Ramos, Nacho Danilo (57' Rodríguez), Modrić, Casemiro, Isco (88' Kovačić), Marcelo Benzema (72' Vázquez), Ronaldo      | 28' Modrić 61' Rodríguez                        |
| 11 februari 2017 20:45 Estadio El Sadar Pamplona                      | 33' Sergio Léon                                        | 0-1 1-1 1-2 1-3                 | 24' Ronaldo 62' Isco 90+3' Vázquez                                      | Navas Varane, Ramos, Nacho Danilo (57' Rodríguez), Modrić, Casemiro, Isco (88' Kovačić), Marcelo Benzema (72' Vázquez), Ronaldo      | 28' Modrić 61' Rodríguez                        |
| 18 februari 2017 16:15 Estadio Santiago Bernabéu Madrid               | Real Madrid                                            | 2-0                             | Espanyol                                                                | Casilla Carvajal, Pepe, Varane, Nacho (81' Marcelo) Isco, Kroos, Kovačić (61' Casemiro) Vázquez, Morata (71' Bale), Ronaldo          | 41' Kovačić 48' Isco 82' Casemiro               |
| 18 februari 2017 16:15 Estadio Santiago Bernabéu Madrid               | 33' Morata 83' Bale                                    | 1-0 2-0                         |                                                                         | Casilla Carvajal, Pepe, Varane, Nacho (81' Marcelo) Isco, Kroos, Kovačić (61' Casemiro) Vázquez, Morata (71' Bale), Ronaldo          | 41' Kovačić 48' Isco 82' Casemiro               |
| 22 februari 2017 18:45 Estadio Mestalla Valencia                      | Valencia                                               | 2-1                             | Real Madrid                                                             | Navas Carvajal, Varane (73' Nacho), Ramos, Marcelo Modrić (76' Vázquez), Casemiro, Kroos Rodríguez (62' Bale), Benzema, Ronaldo      | 29' Carvajal 59' Varane                         |
| 22 februari 2017 18:45 Estadio Mestalla Valencia                      | 4' Zaza 9' Orellana                                    | 1-0 2-0 2-1                     | 44' Ronaldo                                                             | Navas Carvajal, Varane (73' Nacho), Ramos, Marcelo Modrić (76' Vázquez), Casemiro, Kroos Rodríguez (62' Bale), Benzema, Ronaldo      | 29' Carvajal 59' Varane                         |
| 26 februari 2017 20:45 Estadio de la Cerámica Villarreal              | Villarreal                                             | 2-3                             | Real Madrid                                                             | Navas Carvajal, Pepe, Ramos, Marcelo Modrić, Casemiro (58' Isco), Kroos Bale (89' Vázquez), Benzema (77' Morata), Ronaldo            | 90+1' Pepe                                      |
| 26 februari 2017 20:45 Estadio de la Cerámica Villarreal              | 50' Trigueros 56' Bakambu                              | 1-0 2-0 2-1 2-2 2-3             | 64' Bale 74' Ronaldo (pen.) 83' Morata                                  | Navas Carvajal, Pepe, Ramos, Marcelo Modrić, Casemiro (58' Isco), Kroos Bale (89' Vázquez), Benzema (77' Morata), Ronaldo            | 90+1' Pepe                                      |
| 1 maart 2017 21:30 Estadio Santiago Bernabéu Madrid                   | Real Madrid                                            | 3-3                             | Las Palmas                                                              | Navas Carvajal, Nacho, Ramos, Marcelo Isco (65' Vázquez), Kroos, Kovačić (71' Benzema) Bale, Morata (71' Rodríguez), Ronaldo         | 47' Bale 55' Ramos 70' Morata 81' Ronaldo       |
| 1 maart 2017 21:30 Estadio Santiago Bernabéu Madrid                   | 8' Isco 86' Ronaldo (pen.) 89' Ronaldo                 | 1-0 1-1 1-2 1-3 2-3 3-3         | 10' Tana 56' Viera (pen.) 59' Boateng                                   | Navas Carvajal, Nacho, Ramos, Marcelo Isco (65' Vázquez), Kroos, Kovačić (71' Benzema) Bale, Morata (71' Rodríguez), Ronaldo         | 47' Bale 55' Ramos 70' Morata 81' Ronaldo       |
| 4 maart 2017 16:15 Estadio Municipal de Ipurua Eibar                  | Eibar                                                  | 1-4                             | Real Madrid                                                             | Navas Danilo, Pepe, Ramos, Nacho Modrić (71' Kovačić), Casemiro, Rodríguez (75' Isco) Vázquez, Benzema (65' Díaz), Asensio           | 62' Nacho 65' Casemiro                          |
| 4 maart 2017 16:15 Estadio Municipal de Ipurua Eibar                  | 72' Rubén Peña                                         | 0-1 0-2 0-3 0-4 1-4             | 14' Benzema 25' Benzema 29' Rodríguez 60' Asensio                       | Navas Danilo, Pepe, Ramos, Nacho Modrić (71' Kovačić), Casemiro, Rodríguez (75' Isco) Vázquez, Benzema (65' Díaz), Asensio           | 62' Nacho 65' Casemiro                          |
| 12 maart 2017 20:45 Estadio Santiago Bernabéu Madrid                  | Real Madrid                                            | 2-1                             | Real Betis                                                              | Navas Carvajal, Nacho, Ramos, Marcelo Rodríguez (69' Vázquez), Modrić, Kroos, Isco (79' Asensio) Morata (71' Benzema), Ronaldo       | 87' Marcelo                                     |
| 12 maart 2017 20:45 Estadio Santiago Bernabéu Madrid                  | 41' Ronaldo 81' Ramos                                  | 0-1 1-1 2-1                     | 24' Sanabria                                                            | Navas Carvajal, Nacho, Ramos, Marcelo Rodríguez (69' Vázquez), Modrić, Kroos, Isco (79' Asensio) Morata (71' Benzema), Ronaldo       | 87' Marcelo                                     |
| 18 maart 2017 16:15 San Mamés Bilbao                                  | Athletic Bilbao                                        | 1-2                             | Real Madrid                                                             | Navas Carvajal, Nacho, Ramos, Marcelo Modrić (62' Vázquez), Casemiro, Kroos Bale, Benzema (85' Morata), Ronaldo (79' Isco)           | 28' Carvajal 31' Casemiro 71' Kroos 90+3' Navas |
| 18 maart 2017 16:15 San Mamés Bilbao                                  | 65' Aduriz                                             | 0-1 1-1 1-2                     | 25' Benzema 68' Casemiro                                                | Navas Carvajal, Nacho, Ramos, Marcelo Modrić (62' Vázquez), Casemiro, Kroos Bale, Benzema (85' Morata), Ronaldo (79' Isco)           | 28' Carvajal 31' Casemiro 71' Kroos 90+3' Navas |
| 2 april 2017 16:15 Estadio Santiago Bernabéu Madrid                   | Real Madrid                                            | 3-0                             | Deportivo Alavés                                                        | Casilla Danilo, Pepe, Varane (11' Carvajal), Nacho Modrić (68' Kovačić), Kroos, Isco Bale, Benzema (81' Vázquez), Ronaldo            |                                                 |
| 2 april 2017 16:15 Estadio Santiago Bernabéu Madrid                   | 31' Benzema 85' Isco 88' Nacho                         | 1-0 2-0 3-0                     |                                                                         | Casilla Danilo, Pepe, Varane (11' Carvajal), Nacho Modrić (68' Kovačić), Kroos, Isco Bale, Benzema (81' Vázquez), Ronaldo            |                                                 |
| 5 april 2017 21:30 Estadio Municipal de Butarque Leganés              | Leganés                                                | 2-4                             | Real Madrid                                                             | Navas Danilo, Ramos, Nacho, Marcelo Kovačić (81' Modrić), Casemiro, Rodríguez (72' Isco) Asensio, Morata (78' Díaz), Vázquez         | 90' Nacho                                       |
| 5 april 2017 21:30 Estadio Municipal de Butarque Leganés              | 32' Gabriel 34' Luciano                                | 0-1 0-2 0-3 1-3 2-3 2-4         | 15' Rodríguez 18' Morata 23' Morata 48' Morata                          | Navas Danilo, Ramos, Nacho, Marcelo Kovačić (81' Modrić), Casemiro, Rodríguez (72' Isco) Asensio, Morata (78' Díaz), Vázquez         | 90' Nacho                                       |
| 9 april 2017 16:15 Estadio Santiago Bernabéu Madrid                   | Real Madrid                                            | 1-1                             | Atlético Madrid                                                         | Navas Carvajal, Pepe (67' Nacho), Ramos, Marcelo Modrić, Casemiro, Kroos (76' Isco) Bale (81' Vázquez), Benzema, Ronaldo             | 37' Casemiro 88' Carvajal                       |
| 9 april 2017 16:15 Estadio Santiago Bernabéu Madrid                   | 52' Pepe                                               | 1-0 1-1                         | 85' Griezmann                                                           | Navas Carvajal, Pepe (67' Nacho), Ramos, Marcelo Modrić, Casemiro, Kroos (76' Isco) Bale (81' Vázquez), Benzema, Ronaldo             | 37' Casemiro 88' Carvajal                       |
| 15 april 2017 16:15 El Molinón Gijón                                  | Sporting Gijón                                         | 2-3                             | Real Madrid                                                             | Casilla Danilo, Nacho, Ramos, Coentrão (57' Marcelo) Isco, Kovačić (89' Casemiro), Rodríguez Vázquez (71' Díaz), Morata, Asensio     | 89' Morata                                      |
| 15 april 2017 16:15 El Molinón Gijón                                  | 14' Čop 50' Vesga                                      | 1-0 1-1 2-1 2-2 2-3             | 17' Isco 59' Morata 90' Isco                                            | Casilla Danilo, Nacho, Ramos, Coentrão (57' Marcelo) Isco, Kovačić (89' Casemiro), Rodríguez Vázquez (71' Díaz), Morata, Asensio     | 89' Morata                                      |
| 23 april 2017 20:45 Estadio Santiago Bernabéu Madrid                  | Real Madrid                                            | 2-3                             | FC Barcelona                                                            | Navas Carvajal, Nacho, Ramos, Marcelo Modrić, Casemiro (70' Kovačić), Kroos Ronaldo, Benzema (82' Rodríguez), Bale (39' Asensio)     | 12' Casemiro 77' Ramos 77' Carvajal 81' Kovačić |
| 23 april 2017 20:45 Estadio Santiago Bernabéu Madrid                  | 28' Casemiro 85' Rodríguez                             | 1-0 1-1 1-2 2-2 2-3             | 33' Messi 73' Rakitić 90+2' Messi                                       | Navas Carvajal, Nacho, Ramos, Marcelo Modrić, Casemiro (70' Kovačić), Kroos Ronaldo, Benzema (82' Rodríguez), Bale (39' Asensio)     | 12' Casemiro 77' Ramos 77' Carvajal 81' Kovačić |
| 26 april 2017 21:30 Estadio Municipal de Riazor La Coruña             | Deportivo La Coruña                                    | 2-6                             | Real Madrid                                                             | Casilla Danilo, Varane (88' Tejero), Nacho, Marcelo Isco (79' Casemiro), Kovačić, Rodríguez Vázquez, Morata, Asensio (79' Díaz)      | 68' Isco                                        |
| 26 april 2017 21:30 Estadio Municipal de Riazor La Coruña             | 35' Andone 84' Joselu                                  | 0-1 0-2 1-2 1-3 1-4 1-5 2-5 2-6 | 1' Morata 14' Rodríguez 44' Vázquez 66' Rodríguez 77' Isco 87' Casemiro | Casilla Danilo, Varane (88' Tejero), Nacho, Marcelo Isco (79' Casemiro), Kovačić, Rodríguez Vázquez, Morata, Asensio (79' Díaz)      | 68' Isco                                        |
| 29 april 2017 16:15 Estadio Santiago Bernabéu Madrid                  | Real Madrid                                            | 2-1                             | Valencia                                                                | Navas Carvajal, Nacho, Ramos, Marcelo Modrić (90+3' Vázquez), Casemiro, Kroos Rodríguez (66' Asensio), Benzema (72' Morata), Ronaldo | 52' Casemiro 77' Morata 82' Modrić              |
| 29 april 2017 16:15 Estadio Santiago Bernabéu Madrid                  | 27' Ronaldo 86' Marcelo                                | 1-0 1-1 2-1                     | 82' Parejo                                                              | Navas Carvajal, Nacho, Ramos, Marcelo Modrić (90+3' Vázquez), Casemiro, Kroos Rodríguez (66' Asensio), Benzema (72' Morata), Ronaldo | 52' Casemiro 77' Morata 82' Modrić              |
| 6 mei 2017 20:45 Estadio Nuevo Los Cármenes Granada                   | Granada                                                | 0-4                             | Real Madrid                                                             | Casilla Danilo, Nacho, Ramos, Coentrão Casemiro (69' Isco), Kovačić, Rodríguez Vázquez (77' Díaz), Morata, Asensio (59' Benzema)     |                                                 |
| 6 mei 2017 20:45 Estadio Nuevo Los Cármenes Granada                   |                                                        | 0-1 0-2 0-3 0-4                 | 3' Rodríguez 11' Rodríguez 30' Morata 35' Morata                        | Casilla Danilo, Nacho, Ramos, Coentrão Casemiro (69' Isco), Kovačić, Rodríguez Vázquez (77' Díaz), Morata, Asensio (59' Benzema)     |                                                 |
| 14 mei 2017 20:00 Estadio Santiago Bernabéu Madrid                    | Real Madrid                                            | 4-1                             | Sevilla FC                                                              | Navas Danilo, Varane, Ramos, Nacho Rodríguez (61' Casemiro), Kroos, Kovačić (72' Modrić) Asensio, Morata (61' Vázquez), Ronaldo      | 39' Danilo 56' Morata 80' Nacho 83' Vázquez     |
| 14 mei 2017 20:00 Estadio Santiago Bernabéu Madrid                    | 10' Nacho 23' Ronaldo 78' Ronaldo 84' Kroos            | 1-0 2-0 2-1 3-1 4-1             | 49' Jovetić                                                             | Navas Danilo, Varane, Ramos, Nacho Rodríguez (61' Casemiro), Kroos, Kovačić (72' Modrić) Asensio, Morata (61' Vázquez), Ronaldo      | 39' Danilo 56' Morata 80' Nacho 83' Vázquez     |
| 17 mei 2017 21:00 Estadio Balaídos Vigo                               | Celta de Vigo                                          | 1-4                             | Real Madrid                                                             | Navas Danilo, Varane, Ramos, Marcelo Modrić, Casemiro (71' Kovačić), Kroos Isco (84' Vázquez), Benzema, Ronaldo (84' Asensio)        | 30' Casemiro 85' Ramos                          |
| 17 mei 2017 21:00 Estadio Balaídos Vigo                               | 69' Guidetti                                           | 0-1 0-2 1-2 1-3 1-4             | 10' Ronaldo 48' Ronaldo 70' Benzema 88' Kroos                           | Navas Danilo, Varane, Ramos, Marcelo Modrić, Casemiro (71' Kovačić), Kroos Isco (84' Vázquez), Benzema, Ronaldo (84' Asensio)        | 30' Casemiro 85' Ramos                          |
| 21 mei 2017 20:00 Estadio La Rosaleda Málaga                          | Málaga CF                                              | 0-2                             | Real Madrid                                                             | Navas Danilo, Varane, Ramos, Marcelo Modrić, Casemiro (66' Kovačić), Isco (66' Rodríguez), Kroos Benzema (73' Morata), Ronaldo       |                                                 |
| 21 mei 2017 20:00 Estadio La Rosaleda Málaga                          |                                                        | 0-1 0-2                         | 2' Ronaldo 55' Benzema                                                  | Navas Danilo, Varane, Ramos, Marcelo Modrić, Casemiro (66' Kovačić), Isco (66' Rodríguez), Kroos Benzema (73' Morata), Ronaldo       |                                                 |

### Overzicht
| Speeldag  | 1 | 2 | 3 | 4  | 5  | 6  | 7  | 8  | 9  | 10 | 11 | 12 | 13 | 14 | 15 | 16 | 17 | 18 | 19 | 20 | 21 | 22 | 23 | 24 | 25 | 26 | 27 | 28 | 29 | 30 | 31 | 32 | 33 | 34 | 35 | 36 | 37 | 38 |
| --------- | - | - | - | -- | -- | -- | -- | -- | -- | -- | -- | -- | -- | -- | -- | -- | -- | -- | -- | -- | -- | -- | -- | -- | -- | -- | -- | -- | -- | -- | -- | -- | -- | -- | -- | -- | -- | -- |
| Resultaat | w | w | w | w  | g  | g  | g  | w  | w  | w  | w  | w  | w  | g  | w  | w  | v  | w  | w  | w  | w  | v  | w  | g  | w  | w  | w  | w  | w  | g  | w  | v  | w  | w  | w  | w  | w  | w  |
| Punten    | 3 | 6 | 9 | 12 | 13 | 14 | 15 | 18 | 21 | 24 | 27 | 30 | 33 | 34 | 37 | 40 | 40 | 43 | 46 | 49 | 52 | 52 | 55 | 56 | 59 | 62 | 65 | 68 | 71 | 72 | 75 | 75 | 78 | 81 | 84 | 87 | 90 | 93 |
| Positie   | 2 | 3 | 1 | 1  | 1  | 1  | 2  | 2  | 1  | 1  | 1  | 1  | 1  | 1  | 1  | 1  | 1  | 1  | 1  | 1  | 1  | 1  | 1  | 2  | 2  | 1  | 1  | 1  | 1  | 1  | 1  | 2  | 2  | 2  | 2  | 2  | 1  | 1  |

## Copa del Rey
| Copa del Rey                                                |                                                                    |                                 |                                                                                        | |                                                              |
| Wedstrijddetails                                            | Thuisploeg                                                         | Uitslag                         | Uitploeg                                                                               | Opstelling | Kaarten                                                      |
| 1/16 finale                                                 |                                                                    |                                 |                                                                                        | |                                                              |
| 26 oktober 2016 21:00 Estadio Reino de León León            | Cultural Leonesa (III)                                             | 1-7                             | Real Madrid                                                                            | Casilla Danilo (58' Coentrão), Pepe, Nacho, Carvajal (69' Kovačić) Isco (63' Díaz), Kroos, Rodríguez Asensio, Morata, Vázquez     | 36' Kroos                                                    |
| 26 oktober 2016 21:00 Estadio Reino de León León            | 84' Benja                                                          | 0-1 0-2 0-3 0-4 0-5 0-6 1-6 1-7 | 6' Zuiverloon (own) 32' Asensio 46' Morata 53' Asensio 55' Morata 68' Nacho 90+2' Díaz | Casilla Danilo (58' Coentrão), Pepe, Nacho, Carvajal (69' Kovačić) Isco (63' Díaz), Kroos, Rodríguez Asensio, Morata, Vázquez     | 36' Kroos                                                    |
| 30 november 2016 19:00 Estadio Santiago Bernabéu Madrid     | Real Madrid                                                        | 6-1                             | Cultural Leonesa (III)                                                                 | Casilla (76' Yáñez) Carvajal (46' Varane), Pepe, Nacho, Tejero Isco (46' Enzo), Casemiro, Ødegaard Asensio, Díaz, Rodríguez       | 31' Casemiro                                                 |
| 30 november 2016 19:00 Estadio Santiago Bernabéu Madrid     | 1' Díaz 23' Rodríguez 42' Díaz 63' Enzo 87' Díaz 90' Morgado (own) | 1-0 2-0 3-0 3-1 4-1 5-1 6-1     | 45' Y. González                                                                        | Casilla (76' Yáñez) Carvajal (46' Varane), Pepe, Nacho, Tejero Isco (46' Enzo), Casemiro, Ødegaard Asensio, Díaz, Rodríguez       | 31' Casemiro                                                 |
| 1/8 finale                                                  |                                                                    |                                 |                                                                                        | |                                                              |
| 4 januari 2017 21:15 Estadio Santiago Bernabéu Madrid       | Real Madrid                                                        | 3-0                             | Sevilla FC                                                                             | Casilla Carvajal, Varane, Nacho, Marcelo Modrić, Casemiro, Kroos Asensio (67' Isco), Morata (83' Díaz), Rodríguez (79' Danilo)    | 42' Marcelo 42' Carvajal                                     |
| 4 januari 2017 21:15 Estadio Santiago Bernabéu Madrid       | 11' Rodríguez 29' Varane 44' Rodríguez (pen.)                      | 1-0 2-0 3-0                     |                                                                                        | Casilla Carvajal, Varane, Nacho, Marcelo Modrić, Casemiro, Kroos Asensio (67' Isco), Morata (83' Díaz), Rodríguez (79' Danilo)    | 42' Marcelo 42' Carvajal                                     |
| 12 januari 2017 21:15 Estadio Ramón Sánchez Pizjuán Sevilla | Sevilla FC                                                         | 3-3                             | Real Madrid                                                                            | Casilla Danilo, Ramos, Nacho, Marcelo Vázquez (64' Carvajal), Casemiro, Kroos, Asensio Morata (76' Benzema), Díaz (58' Kovačić)   | 13' Vázquez 63' Kovačić 72' Casilla 84' Casemiro 88' Marcelo |
| 12 januari 2017 21:15 Estadio Ramón Sánchez Pizjuán Sevilla | 10' Danilo (own) 53' Jovetić 77' Iborra                            | 1-0 1-1 2-1 3-1 3-2 3-3         | 48' Asensio 83' Ramos (pen.) 90+3' Benzema                                             | Casilla Danilo, Ramos, Nacho, Marcelo Vázquez (64' Carvajal), Casemiro, Kroos, Asensio Morata (76' Benzema), Díaz (58' Kovačić)   | 13' Vázquez 63' Kovačić 72' Casilla 84' Casemiro 88' Marcelo |
| Kwartfinale                                                 |                                                                    |                                 |                                                                                        | |                                                              |
| 18 januari 2017 21:15 Estadio Santiago Bernabéu Madrid      | Real Madrid                                                        | 1-2                             | Celta de Vigo                                                                          | Casilla Danilo (80' Benzema), Varane, Ramos, Marcelo Modrić, Casemiro, Kroos Vázquez (71' Kovačić), Ronaldo, Asensio (53' Morata) | 6' Ramos                                                     |
| 18 januari 2017 21:15 Estadio Santiago Bernabéu Madrid      | 69' Marcelo                                                        | 0-1 1-1 1-2                     | 64' Aspas 70' Castro                                                                   | Casilla Danilo (80' Benzema), Varane, Ramos, Marcelo Modrić, Casemiro, Kroos Vázquez (71' Kovačić), Ronaldo, Asensio (53' Morata) | 6' Ramos                                                     |
| 25 januari 2017 21:15 Estadio Balaídos Vigo                 | Celta de Vigo                                                      | 2-2                             | Real Madrid                                                                            | Casilla Danilo, Ramos, Casemiro (89' Díaz), Nacho Isco (80' Morata), Kovačić, Kroos, Asensio (76' Vázquez) Benzema, Ronaldo       | 75' Danilo                                                   |
| 25 januari 2017 21:15 Estadio Balaídos Vigo                 | 44' Danilo (own) 85' Wass                                          | 1-0 1-1 2-1 2-2                 | 62' Ronaldo 90' Vázquez                                                                | Casilla Danilo, Ramos, Casemiro (89' Díaz), Nacho Isco (80' Morata), Kovačić, Kroos, Asensio (76' Vázquez) Benzema, Ronaldo       | 75' Danilo                                                   |

## FIFA Club World Cup
| FIFA Club World Cup                           |                                                        |                         |                             | |                                       |
| Wedstrijddetails                              | Thuisploeg                                             | Uitslag                 | Uitploeg                    | Opstelling | Kaarten                               |
| Halve finale                                  |                                                        |                         |                             | |                                       |
| 15 december 2016 11:30 Nissanstadion Yokohama | Club América                                           | 0-2                     | Real Madrid                 | Navas Carvajal, Varane, Nacho, Marcelo Modrić, Casemiro, Kroos (72' Rodríguez) Vázquez, Benzema (80' Morata), Ronaldo                                      | 90+1' Nacho                           |
| 15 december 2016 11:30 Nissanstadion Yokohama |                                                        | 0-1 0-2                 | 45+2' Benzema 90+3' Ronaldo | Navas Carvajal, Varane, Nacho, Marcelo Modrić, Casemiro, Kroos (72' Rodríguez) Vázquez, Benzema (80' Morata), Ronaldo                                      | 90+1' Nacho                           |
| Finale                                        |                                                        |                         |                             | |                                       |
| 18 december 2016 11:30 Nissanstadion Yokohama | Real Madrid                                            | 4-2                     | Kashima Antlers             | Navas Carvajal, Varane, Ramos (108' Nacho), Marcelo Modrić (105' Kovačić), Casemiro, Kroos Vázquez (81' Isco), Benzema (80' Morata), Ronaldo (112' Morata) | 55' Ramos 100' Casemiro 102' Carvajal |
| 18 december 2016 11:30 Nissanstadion Yokohama | 9' Benzema 60' Ronaldo (pen.) 97' Ronaldo 104' Ronaldo | 1-0 1-1 1-2 2-2 3-2 4-2 | 44' Shibasaki 52' Shibasaki | Navas Carvajal, Varane, Ramos (108' Nacho), Marcelo Modrić (105' Kovačić), Casemiro, Kroos Vázquez (81' Isco), Benzema (80' Morata), Ronaldo (112' Morata) | 55' Ramos 100' Casemiro 102' Carvajal |

## UEFA Champions League
| UEFA Champions League                                    |                                                                 |                         |                                                  | |                                  |
| Wedstrijddetails                                         | Thuisploeg                                                      | Uitslag                 | Uitploeg                                         | Opstelling | Kaarten                          |
| Groepsfase                                               |                                                                 |                         |                                                  | |                                  |
| 14 september 2016 20:45 Estadio Santiago Bernabéu Madrid | Real Madrid                                                     | 2-1                     | Sporting Lissabon                                | Casilla Carvajal, Varane, Ramos, Marcelo Modrić, Casemiro, Kroos (77' Rodríguez) Bale (67' Vázquez), Benzema (67' Morata), Ronaldo | 75' Kroos                        |
| 14 september 2016 20:45 Estadio Santiago Bernabéu Madrid | 89' Ronaldo 90+4' Morata                                        | 0-1 1-1 1-2             | 47' Bruno César                                  | Casilla Carvajal, Varane, Ramos, Marcelo Modrić, Casemiro, Kroos (77' Rodríguez) Bale (67' Vázquez), Benzema (67' Morata), Ronaldo | 75' Kroos                        |
| 27 september 2016 20:45 Signal Iduna Park Dortmund       | Borussia Dortmund                                               | 2-2                     | Real Madrid                                      | Navas Carvajal, Varane, Ramos, Danilo Modrić, Kroos, Rodríguez (70' Kovačić) Bale, Benzema (87' Morata), Ronaldo                   | 63' Ramos                        |
| 27 september 2016 20:45 Signal Iduna Park Dortmund       | 43' Aubameyang 87' Schürrle                                     | 0-1 1-1 1-2 2-2         | 17' Ronaldo 68' Varane                           | Navas Carvajal, Varane, Ramos, Danilo Modrić, Kroos, Rodríguez (70' Kovačić) Bale, Benzema (87' Morata), Ronaldo                   | 63' Ramos                        |
| 18 oktober 2016 20:45 Estadio Santiago Bernabéu Madrid   | Real Madrid                                                     | 5-1                     | Legia Warschau                                   | Navas Danilo, Pepe, Varane, Marcelo Asensio (79' Kovačić), Kroos, Rodríguez (63' Vázquez) Bale (64' Morata), Benzema, Ronaldo      | 63' Ronaldo                      |
| 18 oktober 2016 20:45 Estadio Santiago Bernabéu Madrid   | 16' Bale 19' Jodłowiec (own) 37' Asensio 68' Vázquez 84' Morata | 1-0 2-0 2-1 3-1 4-1 5-1 | Radović (pen.)                                   | Navas Danilo, Pepe, Varane, Marcelo Asensio (79' Kovačić), Kroos, Rodríguez (63' Vázquez) Bale (64' Morata), Benzema, Ronaldo      | 63' Ronaldo                      |
| 2 november 2016 20:45 Stadion Wojska Polskiego Warschau  | Legia Warschau                                                  | 3-3                     | Real Madrid                                      | Navas Carvajal, Varane, Nacho, Coentrão (77' Asensio) Bale, Kovačić, Kroos, Morata (85' Díaz) Benzema (65' Vázquez), Ronaldo       |                                  |
| 2 november 2016 20:45 Stadion Wojska Polskiego Warschau  | 40' Odjidja 58' Radović 83' Moulin                              | 0-1 0-2 1-2 2-2 3-2 3-3 | 1' Bale 35' Benzema 85' Kovačić                  | Navas Carvajal, Varane, Nacho, Coentrão (77' Asensio) Bale, Kovačić, Kroos, Morata (85' Díaz) Benzema (65' Vázquez), Ronaldo       |                                  |
| 22 november 2016 20:45 Estádio José Alvalade Lissabon    | Sporting Lissabon                                               | 1-2                     | Real Madrid                                      | Navas Carvajal, Varane, Ramos, Marcelo (71' Coentrão) Modrić, Kovačić, Isco (67' Benzema) Vázquez, Ronaldo, Bale (58' Asensio)     | 40' Marcelo 64' Kovačić          |
| 22 november 2016 20:45 Estádio José Alvalade Lissabon    | 80' Adrien Silva (pen.)                                         | 0-1 1-1 1-2             | 29' Varane 87' Benzema                           | Navas Carvajal, Varane, Ramos, Marcelo (71' Coentrão) Modrić, Kovačić, Isco (67' Benzema) Vázquez, Ronaldo, Bale (58' Asensio)     | 40' Marcelo 64' Kovačić          |
| 7 december 2016 20:45 Estadio Santiago Bernabéu Madrid   | Real Madrid                                                     | 2-2                     | Borussia Dortmund                                | Navas Carvajal, Varane, Ramos, Marcelo Modrić (63' Kroos), Casemiro, Rodríguez Vázquez, Benzema (85' Morata), Ronaldo              | 38' Modrić 69' Casemiro          |
| 7 december 2016 20:45 Estadio Santiago Bernabéu Madrid   | 28' Benzema 53' Benzema                                         | 1-0 2-0 2-1 2-2         | 60' Aubameyang 88' Reus                          | Navas Carvajal, Varane, Ramos, Marcelo Modrić (63' Kroos), Casemiro, Rodríguez Vázquez, Benzema (85' Morata), Ronaldo              | 38' Modrić 69' Casemiro          |
| 1/8 finale                                               |                                                                 |                         |                                                  | |                                  |
| 15 februari 2017 20:45 Estadio Santiago Bernabéu Madrid  | Real Madrid                                                     | 3-1                     | Napoli                                           | Navas Carvajal, Varane, Ramos (71' Pepe), Marcelo Modrić, Casemiro, Kroos Rodríguez (76' Vázquez), Benzema (82' Morata), Ronaldo   | 17' Ramos 52' Modrić             |
| 15 februari 2017 20:45 Estadio Santiago Bernabéu Madrid  | 18' Benzema 49' Kroos 54' Casemiro                              | 0-1 1-1 2-1 3-1         | 8' Insigne                                       | Navas Carvajal, Varane, Ramos (71' Pepe), Marcelo Modrić, Casemiro, Kroos Rodríguez (76' Vázquez), Benzema (82' Morata), Ronaldo   | 17' Ramos 52' Modrić             |
| 7 maart 2017 20:45 Stadio San Paolo Napels               | Napoli                                                          | 1-3                     | Real Madrid                                      | Navas Carvajal, Pepe, Ramos, Marcelo Modrić (80' Isco), Casemiro, Kroos Bale (68' Vázquez), Benzema (77' Morata), Ronaldo          |                                  |
| 7 maart 2017 20:45 Stadio San Paolo Napels               | 24' Mertens                                                     | 1-0 1-1 1-2 1-3         | 51' Ramos 57' Mertens (own) 90+1' Morata         | Navas Carvajal, Pepe, Ramos, Marcelo Modrić (80' Isco), Casemiro, Kroos Bale (68' Vázquez), Benzema (77' Morata), Ronaldo          |                                  |
| Kwartfinale                                              |                                                                 |                         |                                                  | |                                  |
| 12 april 2017 20:45 Allianz Arena München                | Bayern München                                                  | 1-2                     | Real Madrid                                      | Navas Carvajal, Nacho, Ramos, Marcelo Modrić (90+1' Kovačić), Casemiro, Kroos Bale (59' Asensio), Benzema (83' Rodríguez), Ronaldo | 44' Kroos 45' Carvajal           |
| 12 april 2017 20:45 Allianz Arena München                | 25' Vidal                                                       | 1-0 1-1 1-2             | 47' Ronaldo 77' Ronaldo                          | Navas Carvajal, Nacho, Ramos, Marcelo Modrić (90+1' Kovačić), Casemiro, Kroos Bale (59' Asensio), Benzema (83' Rodríguez), Ronaldo | 44' Kroos 45' Carvajal           |
| 18 april 2017 20:45 Estadio Santiago Bernabéu Madrid     | Real Madrid                                                     | 4-2                     | Bayern München                                   | Navas Carvajal, Nacho, Ramos, Marcelo Modrić (114' Kovačić), Casemiro, Kroos Isco (71' Vázquez), Benzema (64' Asensio), Ronaldo    | 40' Casemiro                     |
| 18 april 2017 20:45 Estadio Santiago Bernabéu Madrid     | 76' Ronaldo 104' Ronaldo 109' Ronaldo 112' Asensio              | 0-1 1-1 1-2 2-2 3-2 4-2 | 53' Lewandowski (pen.) 77' Ramos (own)           | Navas Carvajal, Nacho, Ramos, Marcelo Modrić (114' Kovačić), Casemiro, Kroos Isco (71' Vázquez), Benzema (64' Asensio), Ronaldo    | 40' Casemiro                     |
| Halve finale                                             |                                                                 |                         |                                                  | |                                  |
| 2 mei 2017 20:45 Estadio Santiago Bernabéu Madrid        | Real Madrid                                                     | 3-0                     | Atlético Madrid                                  | Navas Carvajal (46' Nacho), Varane, Ramos, Marcelo Modrić, Casemiro, Kroos Isco (68' Asensio), Benzema (77' Vázquez), Ronaldo      | 48' Isco                         |
| 2 mei 2017 20:45 Estadio Santiago Bernabéu Madrid        | 10' Ronaldo 73' Ronaldo 86' Ronaldo                             | 1-0 2-0 3-0             |                                                  | Navas Carvajal (46' Nacho), Varane, Ramos, Marcelo Modrić, Casemiro, Kroos Isco (68' Asensio), Benzema (77' Vázquez), Ronaldo      | 48' Isco                         |
| 10 mei 2017 20:45 Estadio Vicente Calderón Madrid        | Atlético Madrid                                                 | 2-1                     | Real Madrid                                      | Navas Danilo, Varane, Ramos, Marcelo Modrić, Casemiro (77' Vázquez), Isco (88' Morata), Kroos Benzema (77' Asensio), Ronaldo       | 4' Danilo 34' Ramos              |
| 10 mei 2017 20:45 Estadio Vicente Calderón Madrid        | 12' Saúl 16' Griezmann (pen.)                                   | 1-0 2-0 2-1             | 42' Isco                                         | Navas Danilo, Varane, Ramos, Marcelo Modrić, Casemiro (77' Vázquez), Isco (88' Morata), Kroos Benzema (77' Asensio), Ronaldo       | 4' Danilo 34' Ramos              |
| Finale                                                   |                                                                 |                         |                                                  | |                                  |
| 3 juni 2017 20:45 Millennium Stadium Cardiff             | Juventus FC                                                     | 1-4                     | Real Madrid                                      | Navas Carvajal, Varane, Ramos, Marcelo Modrić, Casemiro, Isco (82' Asensio), Kroos (89' Morata) Benzema (77' Bale), Ronaldo        | 31' Ramos 42' Carvajal 53' Kroos |
| 3 juni 2017 20:45 Millennium Stadium Cardiff             | 27' Mandžukić                                                   | 0-1 1-1 1-2 1-3 1-4     | 20' Ronaldo 61' Casemiro 64' Ronaldo 90' Asensio | Navas Carvajal, Varane, Ramos, Marcelo Modrić, Casemiro, Isco (82' Asensio), Kroos (89' Morata) Benzema (77' Bale), Ronaldo        | 31' Ramos 42' Carvajal 53' Kroos |

### Klassement groepsfase
| #  | Club              | GS | W | G | V | DV | DT | DS  | PTN |
| -- | ----------------- | -- | - | - | - | -- | -- | --- | --- |
| 1. | Borussia Dortmund | 6  | 4 | 2 | 0 | 21 | 9  | +12 | 14  |
| 2. | Real Madrid       | 6  | 3 | 3 | 0 | 16 | 10 | +6  | 12  |
| 3. | Legia Warschau    | 6  | 1 | 1 | 4 | 9  | 24 | −15 | 4   |
| 4. | Sporting Lissabon | 6  | 1 | 0 | 5 | 5  | 8  | −3  | 3   |

## Statistieken
De speler met de meeste wedstrijden is in het groen aangeduid, de speler met de meeste doelpunten in het geel.
| Nr. | Naam              | Primera División | Primera División | Copa del Rey | Copa del Rey | Champions League | Champions League | UEFA Super Cup | UEFA Super Cup | FIFA World Cup | FIFA World Cup | Totaal | Totaal |
| Nr. | Naam              | Wed              | Goals            | Wed          | Goals        | Wed              | Goals            | Wed            | Goals          | Wed            | Goals          | Wed    | Goals  |
| --- | ----------------- | ---------------- | ---------------- | ------------ | ------------ | ---------------- | ---------------- | -------------- | -------------- | -------------- | -------------- | ------ | ------ |
| 1.  | Keylor Navas      | 27               | 0                | 0            | 0            | 12               | 0                | 0              | 0              | 2              | 0              | 41     | 0      |
| 2.  | Daniel Carvajal   | 23               | 0                | 4            | 0            | 11               | 0                | 1              | 1              | 2              | 0              | 41     | 1      |
| 3.  | Pepe              | 12               | 2                | 2            | 0            | 3                | 0                | 0              | 0              | 0              | 0              | 17     | 2      |
| 4.  | Sergio Ramos      | 28               | 7                | 3            | 1            | 11               | 1                | 1              | 1              | 1              | 0              | 44     | 10     |
| 5.  | Raphaël Varane    | 24               | 1                | 3            | 1            | 10               | 2                | 1              | 0              | 2              | 0              | 40     | 4      |
| 6.  | Nacho             | 28               | 2                | 5            | 1            | 4                | 0                | 0              | 0              | 1              | 0              | 38     | 3      |
| 7.  | Cristiano Ronaldo | 29               | 25               | 2            | 1            | 13               | 12               | 0              | 0              | 2              | 4              | 46     | 42     |
| 8.  | Toni Kroos        | 29               | 3                | 5            | 0            | 12               | 1                | 0              | 0              | 2              | 0              | 48     | 4      |
| 9.  | Karim Benzema     | 29               | 11               | 3            | 1            | 13               | 5                | 1              | 0              | 2              | 2              | 48     | 19     |
| 10. | James Rodríguez   | 22               | 8                | 3            | 3            | 6                | 0                | 1              | 0              | 1              | 0              | 33     | 11     |
| 11. | Gareth Bale       | 19               | 7                | 0            | 0            | 8                | 2                | 0              | 0              | 0              | 0              | 27     | 9      |
| 12. | Marcelo           | 30               | 2                | 3            | 1            | 11               | 0                | 1              | 0              | 2              | 0              | 47     | 3      |
| 13. | Kiko Casilla      | 11               | 0                | 6            | 0            | 1                | 0                | 1              | 0              | 0              | 0              | 19     | 0      |
| 14. | Casemiro          | 25               | 4                | 5            | 0            | 9                | 2                | 1              | 0              | 2              | 0              | 42     | 6      |
| 15. | Fábio Coentrão    | 3                | 0                | 1            | 0            | 2                | 0                | 0              | 0              | 0              | 0              | 6      | 0      |
| 16. | Mateo Kovačić     | 27               | 1                | 4            | 0            | 6                | 1                | 1              | 0              | 1              | 0              | 39     | 2      |
| 17. | Lucas Vázquez     | 33               | 2                | 4            | 1            | 10               | 1                | 1              | 0              | 2              | 0              | 50     | 4      |
| 18. | Mariano Díaz      | 8                | 1                | 5            | 4            | 1                | 0                | 0              | 0              | 0              | 0              | 14     | 5      |
| 19. | Luka Modrić       | 25               | 1                | 2            | 0            | 11               | 0                | 1              | 0              | 2              | 0              | 41     | 1      |
| 20. | Marco Asensio     | 23               | 3                | 6            | 3            | 8                | 3                | 1              | 1              | 0              | 0              | 38     | 10     |
| 21. | Álvaro Morata     | 26               | 15               | 5            | 2            | 9                | 3                | 1              | 0              | 2              | 0              | 43     | 20     |
| 22. | Isco              | 30               | 10               | 4            | 0            | 6                | 1                | 1              | 0              | 1              | 0              | 42     | 11     |
| 23. | Danilo            | 17               | 1                | 5            | 0            | 3                | 0                | 0              | 0              | 0              | 0              | 25     | 1      |
| 25. | Rubén Yáñez       | 0                | 0                | 1            | 0            | 0                | 0                | 0              | 0              | 0              | 0              | 1      | 0      |
| 27. | Martin Ødegaard   | 0                | 0                | 1            | 0            | 0                | 0                | 0              | 0              | 0              | 0              | 1      | 0      |
| 29. | Enzo Fernández    | 0                | 0                | 1            | 1            | 0                | 0                | 0              | 0              | 0              | 0              | 1      | 1      |
| 34. | Álvaro Tejero     | 1                | 0                | 1            | 0            | 0                | 0                | 0              | 0              | 0              | 0              | 2      | 0      |

## Afbeeldingen

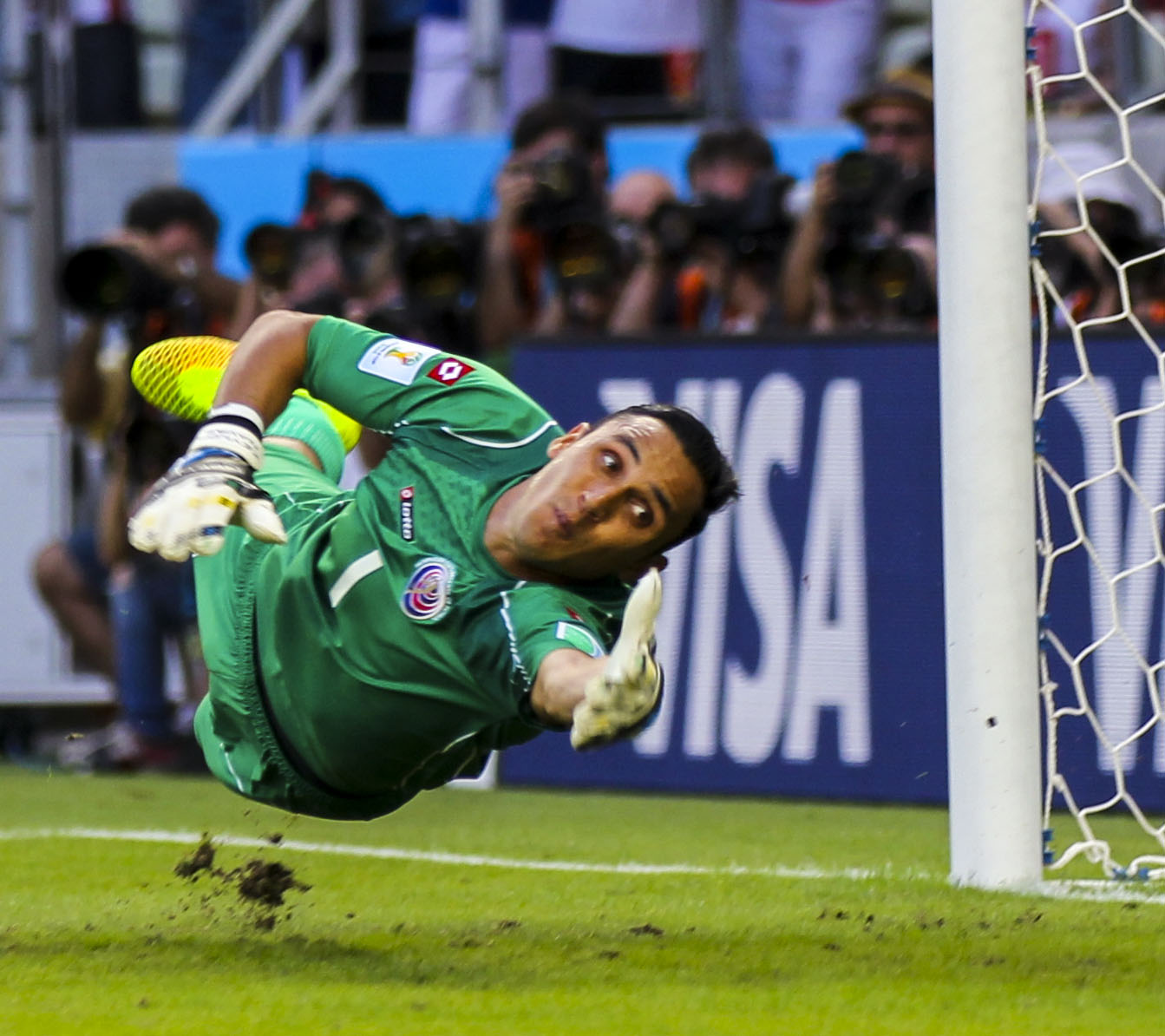
Keylor Navas (doelman)
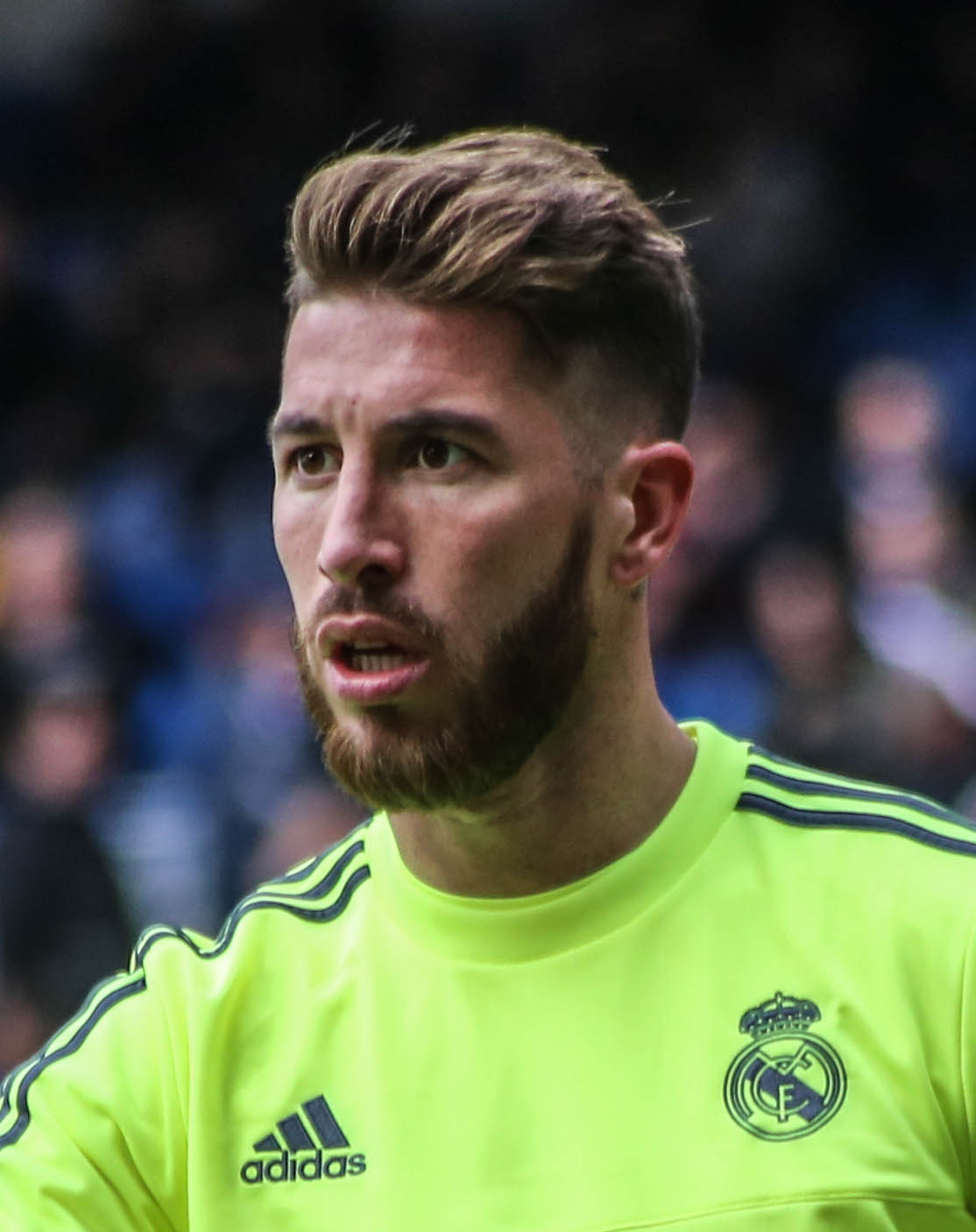
Sergio Ramos (verdediger)
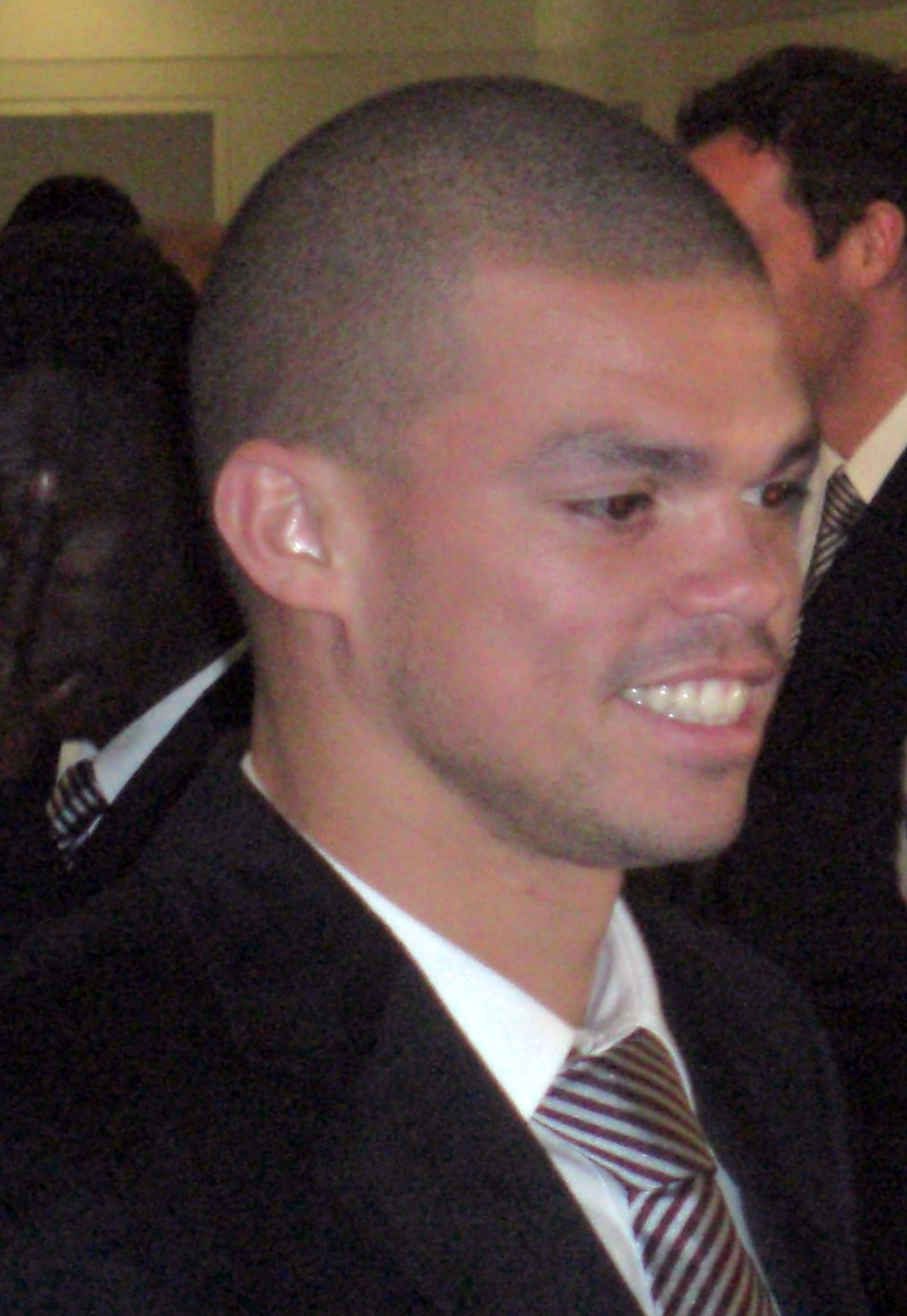
Pepe (verdediger)
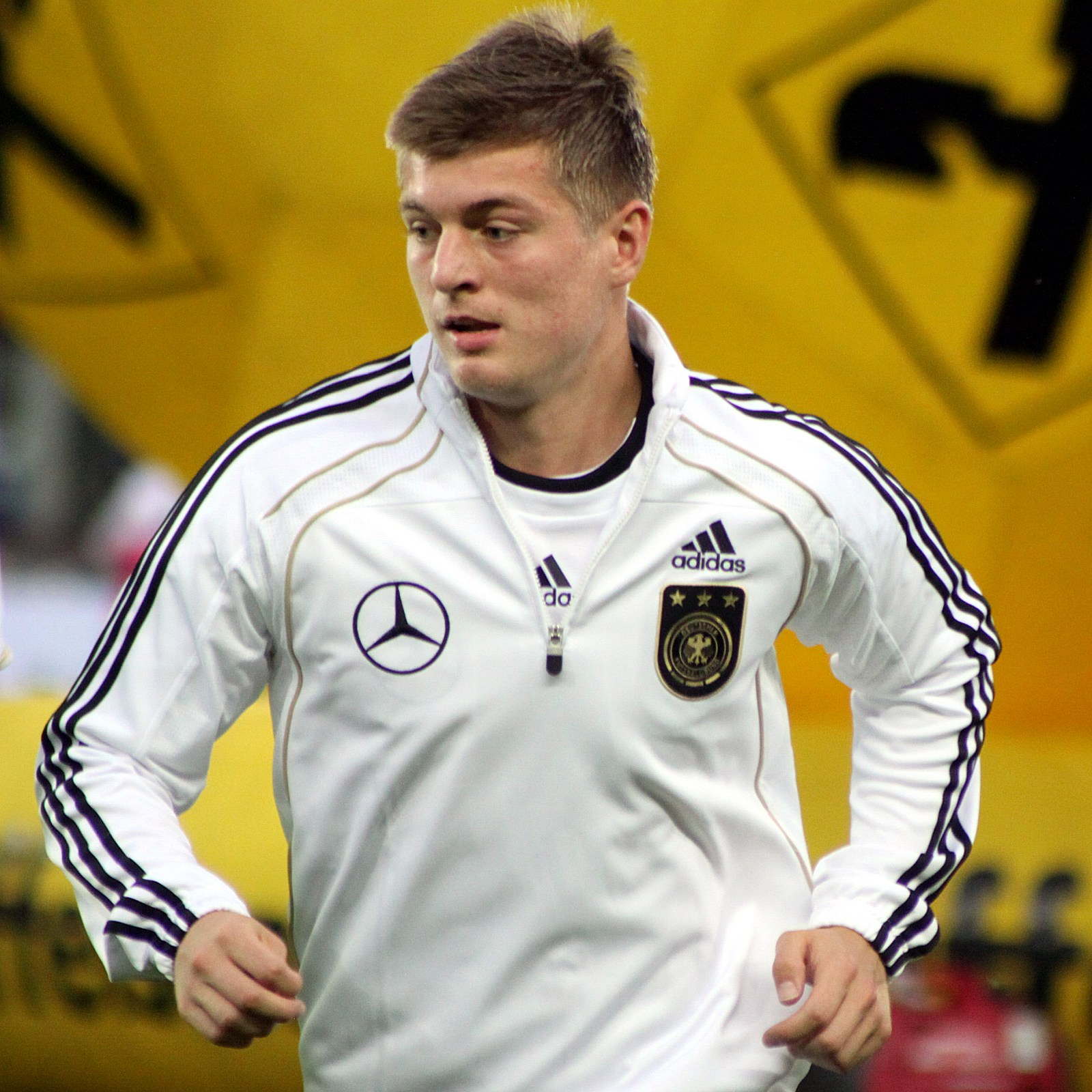
Toni Kroos (middenvelder)
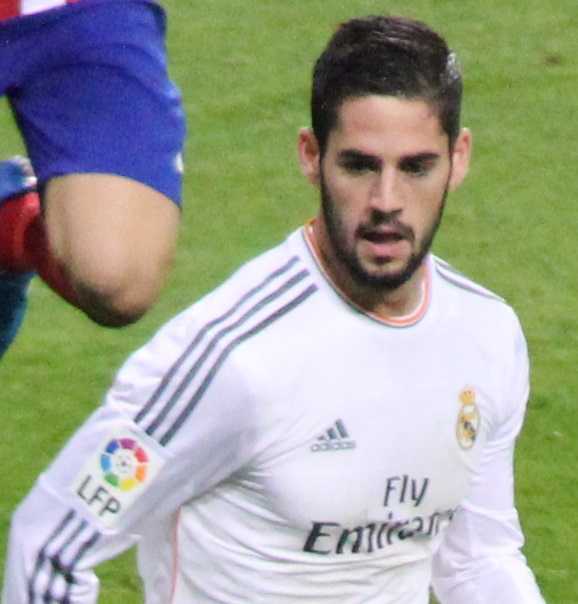
Isco (middenvelder)
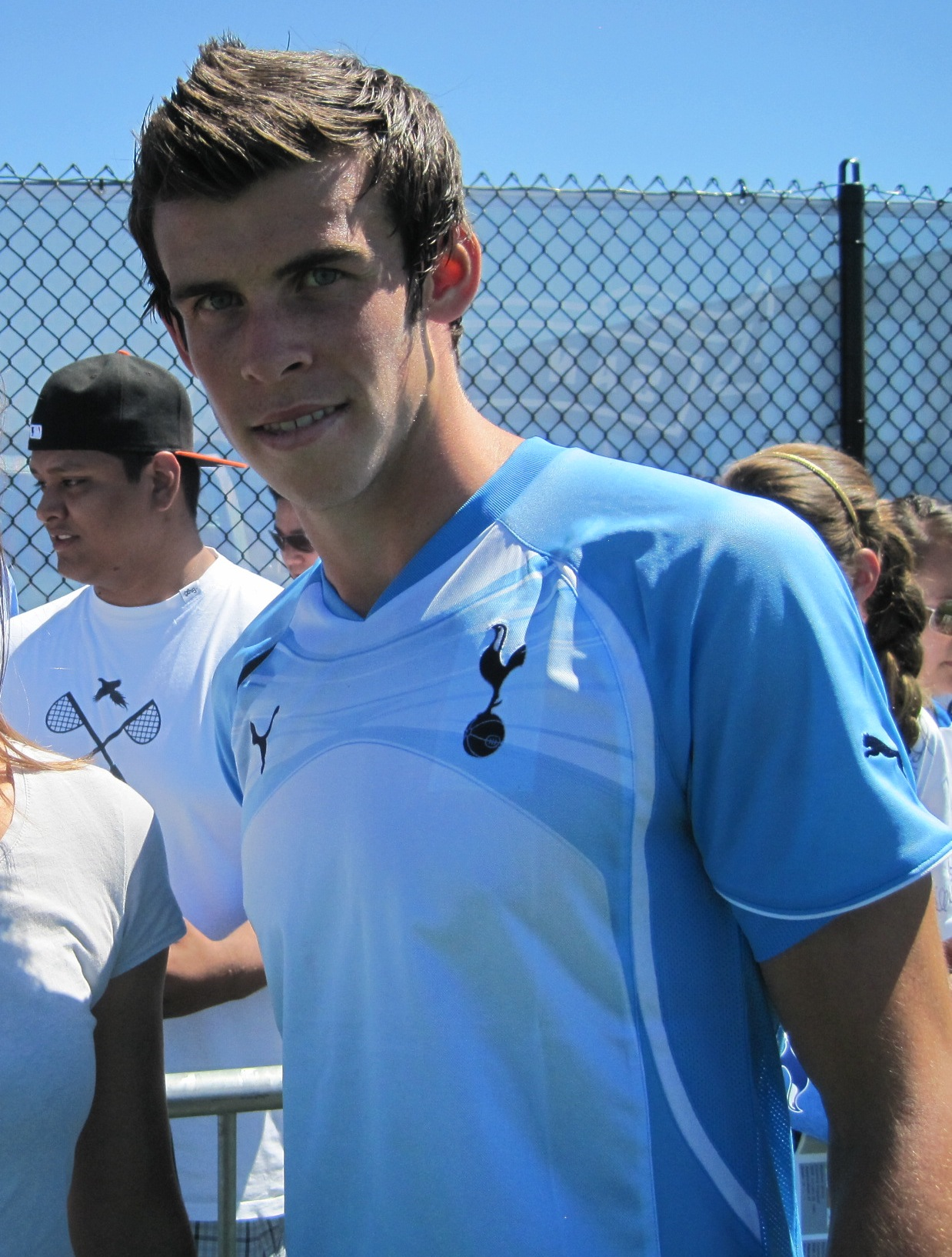
Gareth Bale (aanvaller)
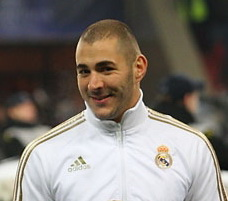
Karim Benzema (aanvaller)
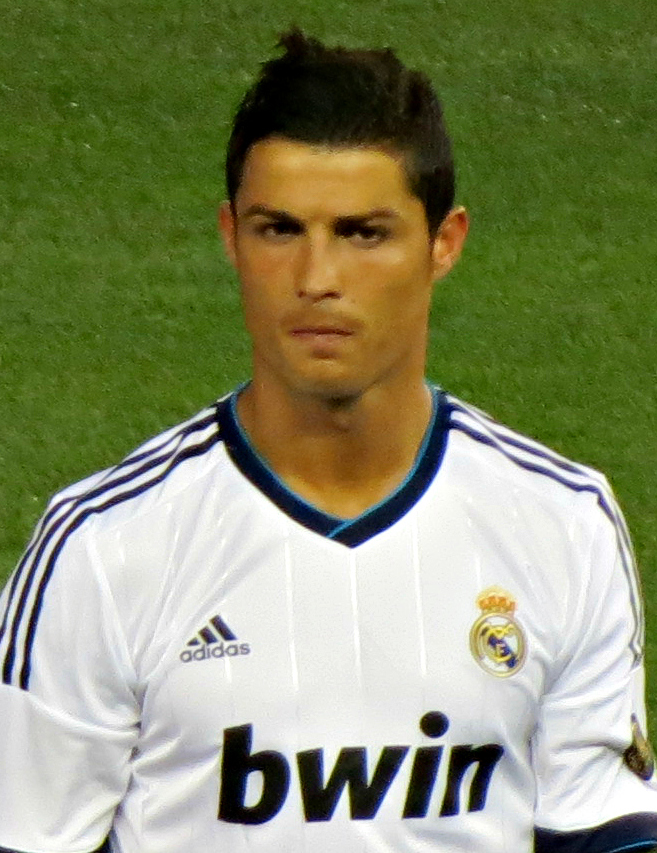
Cristiano Ronaldo (aanvaller)

1998/99 ·
1999/00 ·
... ·
2013/14 ·
2014/15 ·
2015/16 ·
2016/17 ·
2017/18 ·
2018/19 ·
2019/20 ·
2020/21 ·
2021/22 ·
2022/23 ·
2023/24 ·
2024/25